# Едеса (Греція)
Е́деса (грец. Έδεσσα), інколи Водин (грец. Βοδενά, болг. Воден, Водин, мак. Воден) — місто в Греції, столиця ному Пелла. Знаходиться поблизу стародавньої столиці Македонії — міста Пелла. Місто широко відоме серед туристів своїми водоспадами.

## Історія
Залишки давнього македонського міста Едеса знайдені трохи нижче сучасного міста. Колонада з написом грецькою мовою належить до римської доби. Проте точно встановлено, що вже у 1 столітті до н. е. Едеса була великим містом, центром на Віа Егнатія і до середини 3 століття н. е. карбувала свою власну монету.
Мало що відомо про долю міста після 5 століття. У 6 — 8 столітті тут з'явились слов'яни й заснували свої поселення. Назва Едеса зникла, а все те, що нагадувало про місто (фортеця та акрополь) було перейменовано на Водена.
Під назвою Водена місто згадує візантійський історик Іоанн Скілітзас в 11 столітті. Проте в описах облоги міста імператором Іоанном VI Кантакузіном у 1340 році використовуються обидві назви: і Водена, і Едеса. Завойована сербським царем Стефаном Душаном 1346 р., у 1390 р. як і решта македонських міст Едеса опинилась під владою османів.
В середині 19 століття Едеса опинилась в епіцентрі зіткнень між греками та болгарами. Після 5 століть османського панування Едеса була звільнена грецькою армією та приєднана до незалежної Республіки Греція 18 жовтня 1912 р.
2004 року в Едесі відкрито Факультет маркетингу та управління операціями разом зі студмістечком Університету Македонії.

## Визначні місця
- Едеські водоспади — два повноводних та кілька малих;
- місцевість Кюпрі поблизу західного в'їзду до міста[2];
- археологічний музей Едеси;
- церква Св. Софії 14 століття;
- міські кам'яні часи.

## Населення
| Рік  | Місто  | Муніципалітет |
| ---- | ------ | ------------- |
| 1913 | 8,846  | —             |
| 1920 | 9,441  | —             |
| 1928 | 13,115 | —             |
| 1940 | 12,000 | —             |
| 1951 | 14,940 | —             |
| 1961 | 15,534 | —             |
| 1971 | 13,967 | —             |
| 1981 | 16,642 | -             |
| 1991 | 17,659 | 25,051        |
| 2001 | 18,253 | 25,619        |

## Міста-побратими
- Горньї Мілановац,  Сербія
- Плевен ,  Болгарія